# Nagy patkósdenevér
A nagy patkósdenevér (Rhinolophus ferrumequinum) az emlősök (Mammalia) osztályának denevérek (Chiroptera) rendjébe, ezen belül a kis denevérek (Microchiroptera) alrendjébe és a patkósdenevérek (Rhinolophidae) családjába tartozó faj.

## Előfordulása
Palearktikus elterjedésű faj, az Egyesült Királyságtól Japánig előfordul. Északnyugat-Afrikában, Ázsiában a Közel-Keleten, valamint Iránban, Pakisztánban és Indiában is megtalálható. Európában északi elterjedésének határa Nagy-Britannia, Belgium és Lengyelország.
Magyarországon az Északi-középhegység barlangjaiban, bányáiban, a Mecsek- és a Villányi-hegységben fordul elő, valamint annak ellenére, hogy barlangokhoz kötődő faj, az Alföld peremvidékén, Debrecen környékén és Szabolcsban is találkozhatunk jelentős kolóniáikkal néhány templompadláson. Ezek az állományok a romániai Bihar-hegység barlangjaiba járnak telelni.
Vándorlásai során általában 50-100 kilométert tesz meg, de bizonyítottan képes ennél nagyobb távolságok megtételére is.

## Alfajai

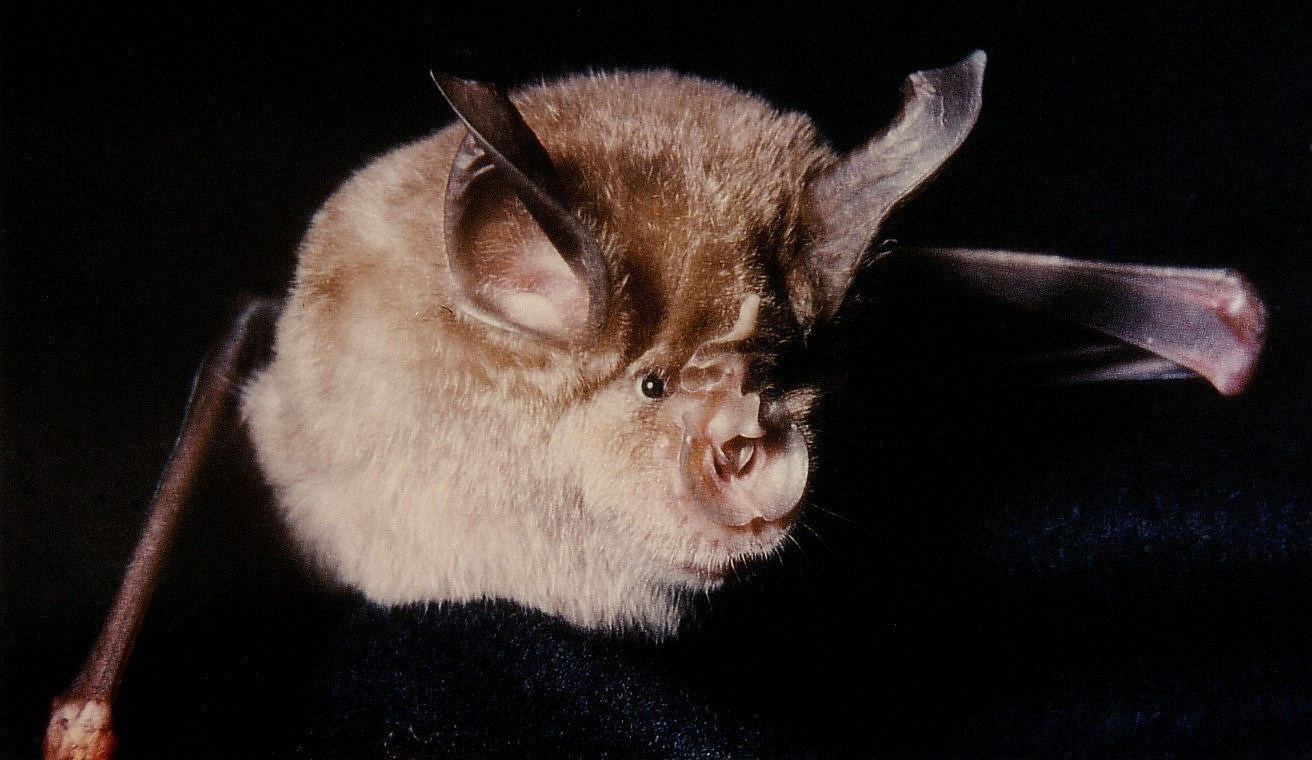

- Rhinolophus ferrumequinum creticum
- Rhinolophus ferrumequinum ferrumequinum
- Rhinolophus ferrumequinum irani
- Rhinolophus ferrumequinum korai
- Rhinolophus ferrumequinum nippon
- Rhinolophus ferrumequinum proximus
- Rhinolophus ferrumequinum tragatus

## Megjelenése

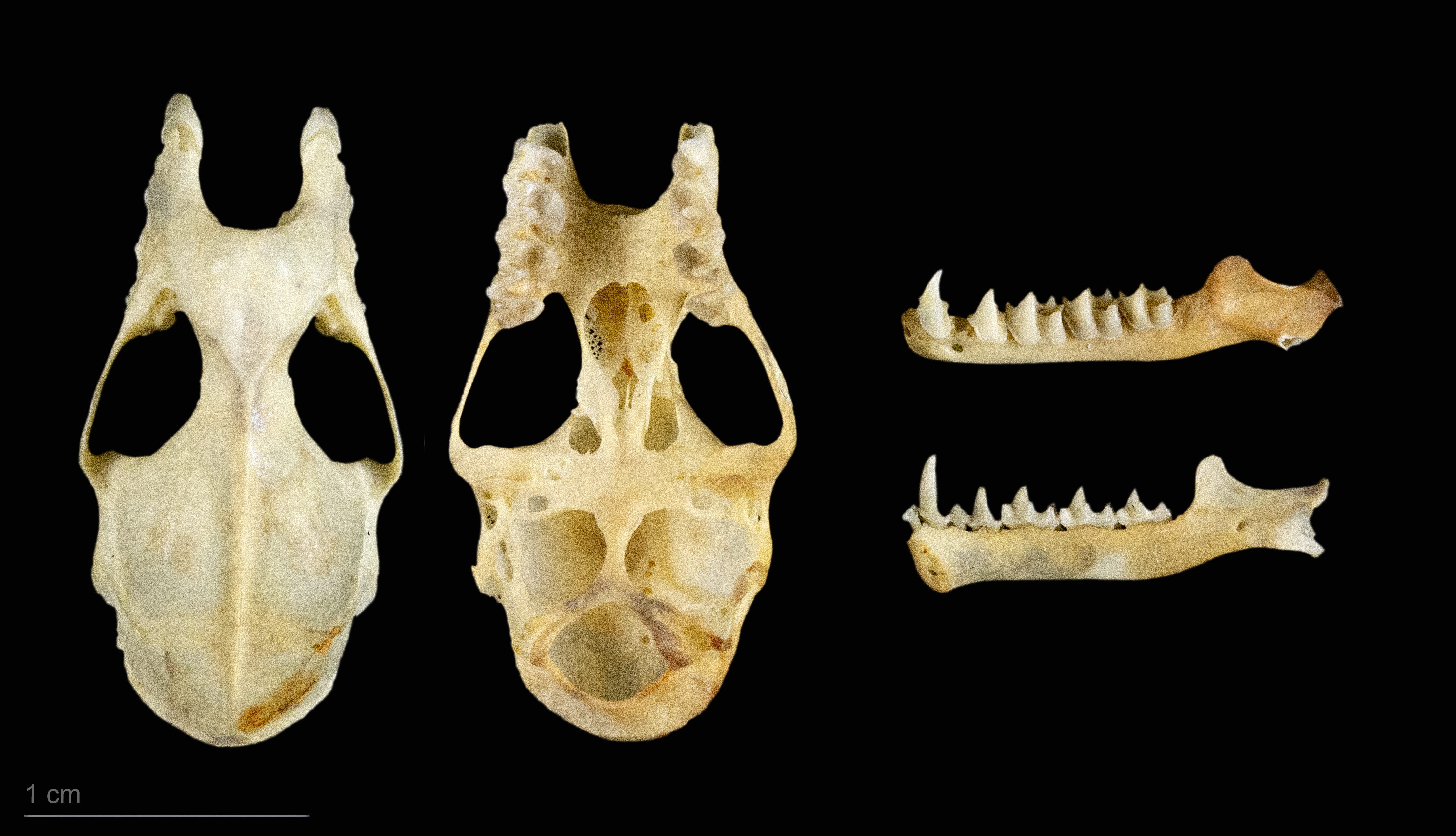
Koponyája

A legnagyobb termetű európai patkósdenevérfaj. Az állat fej-törzs-hossza 5,7–7,1 centiméter, farokhossza 3,5–4,3 centiméter, magassága 1,1–1,3 centiméter, vitorlafesztávolsága 34–40 centiméter, testtömege pedig 16,5–34 gramm. Erőteljes, robusztus állat, a nőstény nagyobb, mint a hím. Füle nagy. Bundája szürkéssárga színű. A denevér orrlyukai körüli bőr – az orrfüggelék – három részből tevődik össze. A középső húsos rész patkó alakú. Az orrlyukak felett található egy nyúlvány (lancetta), amely hegyes és merőlegesen áll. A kettő között van a nyereg (sella). A denevér orra a visszhangos bemérőrendszer legfontosabb eleme. A denevér röptében 85 kHz-es ultrahanghullámokat bocsát ki az orrán keresztül; eközben a hullámok irányát nem feje, hanem orrfüggelék részeinek mozgatásával szabályozza.

## Életmódja

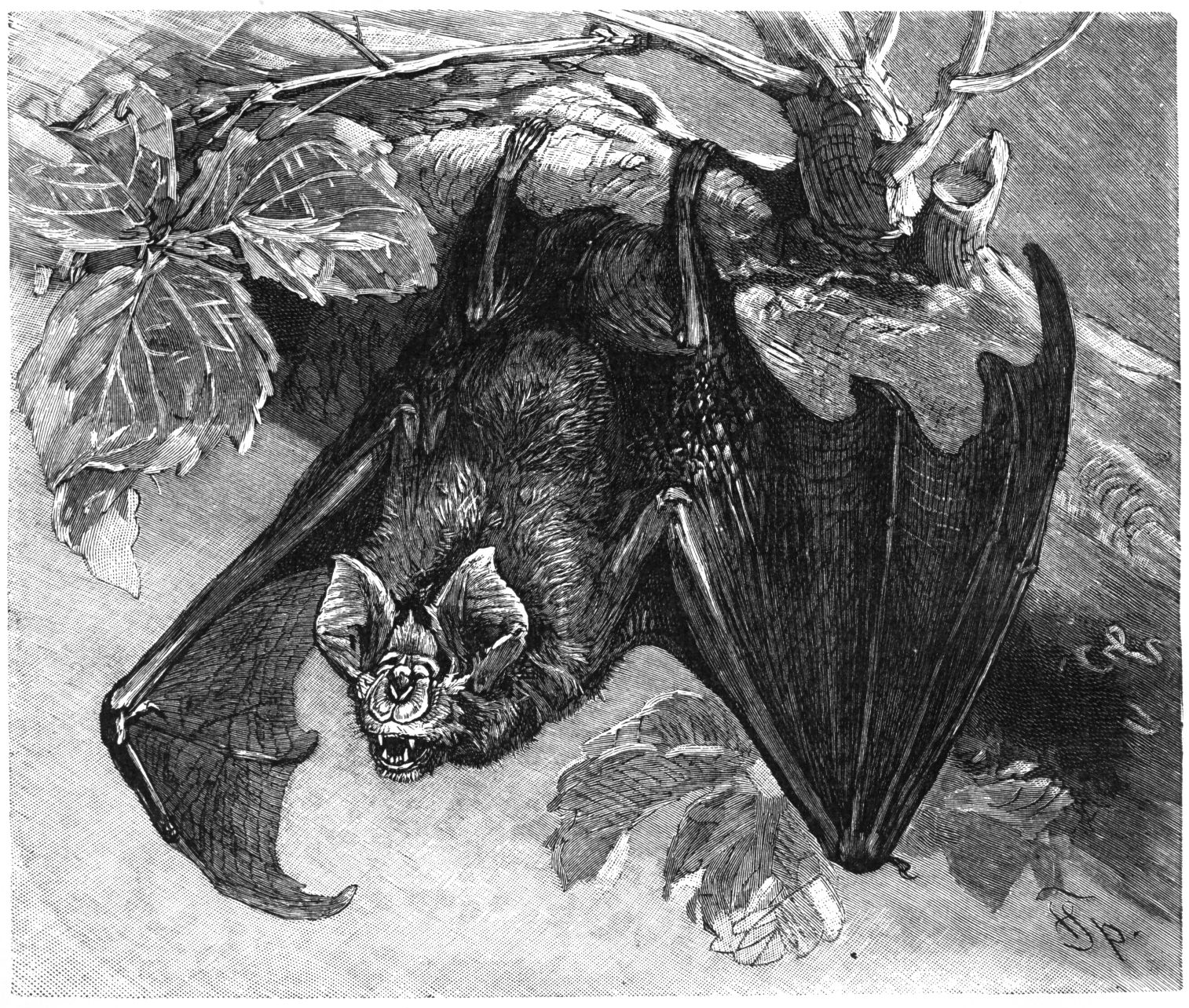
Rajza a Brehms 1927-es kiadásában

A nagy patkósdenevér csoportokban alszik és telel át. Az állat nyílt területek, elszórt cserje- és facsoportokkal, napfényes erdők lakója, túlnyomórészt a hegyvidékeken találhatjuk meg. Rendszerint barlangokban alszik, és ott is telel, a meleg bejárati részeket kedveli, például bányatárókban. Ezenkívül faodúkban, sziklahasadékokban is megtalálható. Nyári szállásán április–májustók augusztus közepéig tartózkodik. Napközben pihen, eközben testhőmérséklete 5-15 °C-kal lecsökken, hogy energiát takarítson meg. Normális éjszakai testhőmérséklete 38-39 °C. Téli álmot októbertől áprilisig alszik, ehhez 8-10 °C-os hőmérsékletet és 70-80%-os páratartalmat igényelnek. Ha az üreg hőmérséklete októbertől februárig 11-ről például 7 fokra süllyed, a denevéreknek a tél kellős közepén - általában decemberben - át kell költözniük, hogy ismét megfelelő helyet találjanak. A távozásra késztető hőmérsékleti küszöbértéke kortól és nemtől függően kissé változik. A barlangkínálat helyenként korlátozó tényezőnek számít. Nyáron öreg épületek padlásterében is előkerül.
A magyarországi patkósdenevérek közül a legkorábban, még a teljes sötétedés beállta előtt repül ki táplálékot keresni. Erdei tisztásokon, ligetekben, legelők fölött vadászik viszonylag alacsonyan, kb. öt méter magasan; sokszor szinte a talajszintig leereszkedik. Bagolylepkékkel, nagyobb bogarakkal (cserebogarak, ganajtúrók), sáskákkal, pókokkal, szúnyogokkal táplálkozik. Berepül egy kisebb területet, és visszhangos tájolórendszere segítségével beméri a rovarokat. Lecsap a zsákmányra, vitorláját összevonva megakadályozza szökését, majd állkapcsával megragadja. A nagyobb zsákmányt faágra telepedve fogyasztja el. Szívesen tartózkodik folyók, patakok és tavak mentén. A szabadban akár 23 évig is élhet.
Fogságban igen nehéz tartani. A tájékozódó ultrahangokon kívül mélyebb, jól hallható hangokat is ad ki. Hangjának állandó frekvenciájú része a 81–84 kHz-es sávba esik.
Kevés a természetes ellensége. Néha a baglyok kapnak el egy-egy példányt vagy a nyest zsákmányolhat a padlásokon élő denevérek közül.

## Szaporodása
A nőstény 2-3, a hím 2 éves kortól éri el az ivarérettséget. A párzási időszak a nyári kolóniák felbomlása után, szeptember végétől tavaszig tart. Párosodásra a telelés közben is, egészen februárig sor kerülhet. A vemhesség a késleltetett megtermékenyüléstől számítva körülbelül 75 napig tart, ennek végén, június közepén egyetlen utód jön a világra. A szülőkolóniákban a nőstények és hímek általában elkülönülnek egymástól, bár néhány hím mindig található a nőstények között is. A nőstény annyira félénk, hogy zavarás esetén azonnal máshová költözik, kicsinyével együtt. Rendszerint több szállásuk is van a közelben, amelyeket ily módon váltogatnak. A kicsiknek hétnapos korukban kinyílik a szemük, körülbelül 22 naposan már tudnak repülni és 7-8 hetes korukban önállóvá válnak. A hímek második, a nőstények harmadik életévükben válnak ivaréretté.

## Védelme
Zavarásra igen érzékeny faj, amely Magyarországon néhány nagyobb kolóniába koncentrálódik, így különösen sérülékeny. Leginkább kedvelt telelőhelyei olyan nagy barlangok, amelyek turisztikai hasznosítás alatt állnak, így fennáll a veszély, hogy a turisták, barlangászok megzavarják telelését. A volt bányajáratok lezárása, beomlása is veszélyeztetheti.
Nagy elterjedési területe és viszonylagos gyakorisága miatt a Természetvédelmi Világszövetség Vörös listáján nem fenyegetett státusszal szerepel. Európa országaiban helyzete változó, van ahol a védelmére hozott intézkedésekkel létszámát sikerült stabilizálni, de pl. Ausztriában létszáma az utóbbi évtizedekben 70%-kal csökkent. Magyarországon 2001 óta fokozottan védett, természetvédelmi értéke 100 000 Ft.